# Bástya (várépítészet)

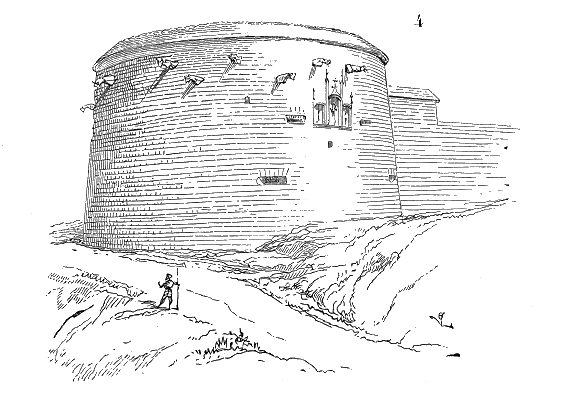
Rondella (Franciaország, Langres)

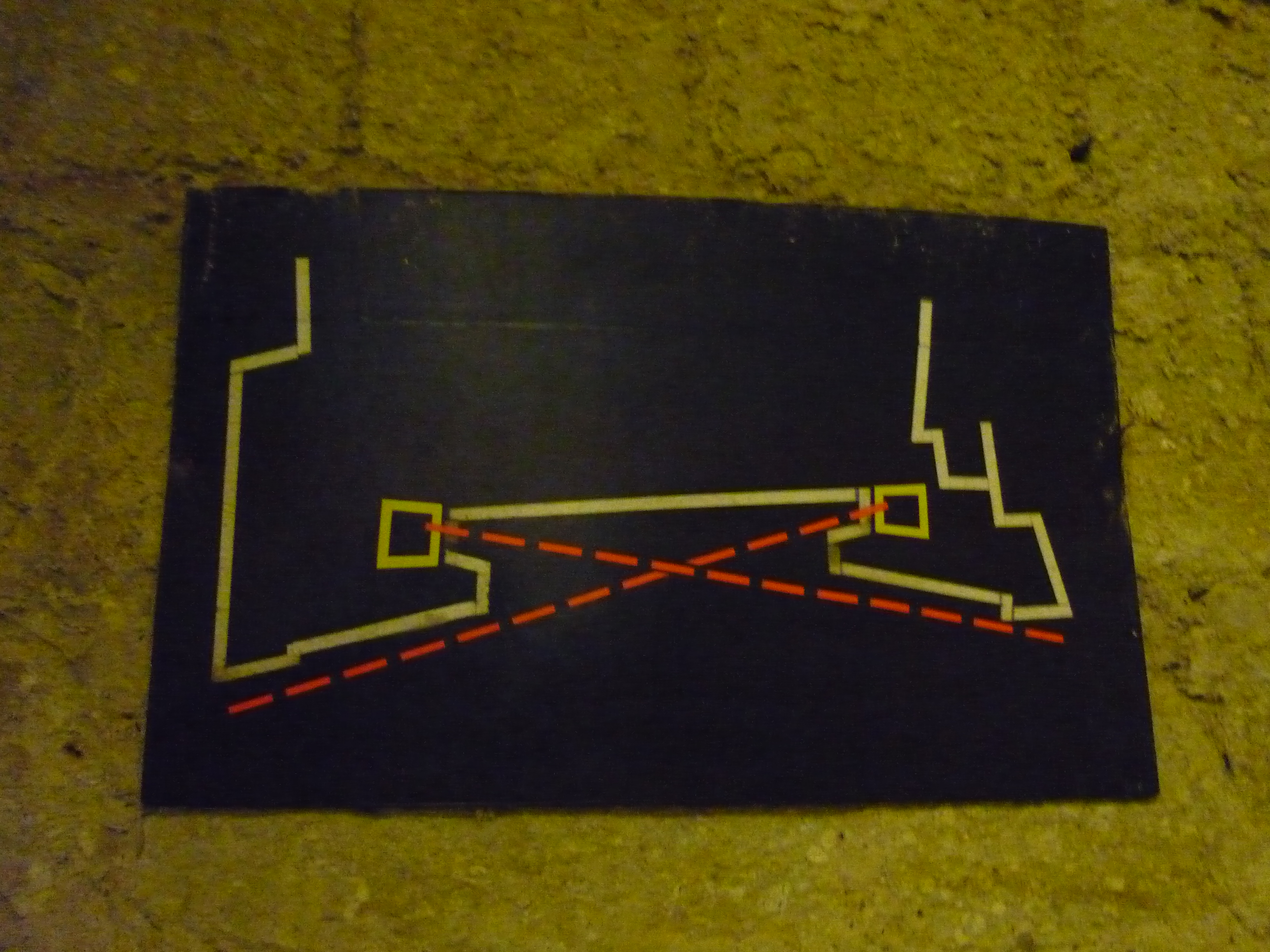
Füles bástya és ágyúinak lővonalai (vázlat a Dobó István Vármúzeum kiállításán)

A bástya kialakulása a várépítészetben a tüzérség megjelenésével függ össze. Az ostromló tüzérségnek a vártornyok kitűnő célpontot jelentettek, a vártornyok lerombolása a védőkre nagy veszélyt rejtett. A védőtüzérség elhelyezésére alkalmazott új olasz várépítési mód a „sistema bastionata” azaz a bástyázott rendszer volt. A bástya a vár külső védőfalának sarkait megerősítő külső védmű. Legtöbbször ötszög alakúak, két hosszabb oldalukkal ék alakban kinyúlnak a várfaltól. Ezek a bástyák nem magasabbak a várfalaknál, feladatuk a várfal ostromának megakadályozása, ill. elhárítása volt.

## Leírás
A szabályos ötszögű bástyaforma kialakulása előtt a védők ágyúinak elhelyezésére a fal elé sokszögű (Siklós, Sárospatak, Eger, Diósgyőr és Gyula), vagy kerek alakú védőműveket építettek. A kerek alakú védőművek sok típusa melyek nem csak szerkezetükben, de feladatukban is eltértek.
- Rondella: olyan alacsony, kör alaprajzú mű, amely a XVI. sz. derekán terjedt el és az ágyúk számára biztosított kilövési lehetőségeket a leginkább veszélyeztetett területek irányába. A köznyelv ezt a formát hívja tévesen körbástyának, pedig kör alaprajzú bástyák sosem épültek.
- Torrine: toronyszerűen magas és sokszor tetővel ellátott, de erős és vastag falazatú építmény, amelynek emeletén ágyúk kaptak helyet földszintjén pedig a várárokra tüzelő gyalogsági lőrések voltak. Tetején viszont még a középkori várakhoz hasonló gyalogsági lőállások vannak (számszeríjászok). A köznyelv ezt a formát is tévesen körbástyának hívja.
- Barbakán: a kapuk elé épített a várfalon kívül létesített, a kapuk előtti teret tűz alatt tartó erődelemek egy része egyszerű torrine vagy köralakú torony volt. Ide sorolható a krakkói Barbakán.
- Az előző két forma fejlesztése a Baluardo, mely külső fala már tömör 6-10 méter vastag is lehet, az alsó szintjén oldalazó ágyúállásokkal, az árok pásztázására, emeletén kifelé mutató lőrésekkel a könnyű ágyúk számára. Alacsonyabb és inkább oldalazó tüzelésre használt formája a Bollwerk, amely szó azonban a németalföldi, földből készült és tégla gyalogsági állással védett, a rondella feladatát betöltő ágyúdombokat is jelöli.
- Az oldalazómű olyan tömör (földdel feltöltött) kör alakú mű, mely alig magasabb a vár kötőfalainál, de tetején a bollwerkhez hasonlóan szabadon tüzelő lövegek vannak. Érdekessége a "nyak", amely a várhoz köti és amelyben két oldalra kazamatákat helyeztek el, ahonnan lövegek és gyalogsági fegyverek tűz alatt tarthatták az árkot és a várfalakat.

A szögletes kialakítású védművek jelentős része a kerek alakúak fejlődésével jött létre. Ilyen a holttér mentes, szögletes oldalazómű és baluardó. Eleve szögletes formában fejlődött ki a puntone ötszög alakú kapuvédő oldalazómű; valamint az ék alakú piattaforma, amely a fő védművek közötti falakon épült lőréses gyalogsági állás, amit azt tett szükségessé, hogy a korabeli puskák nem tudtak ellőni egyik bástyától a másikig ezért sok volt a holttér. A szögletes puntone-k, oldalazóművek és baluardók tapasztalatainak felhasználásával alakították ki a bástyákat.
A bástya abban tér el a korábbi elemektől, hogy szinte teljes egészében tömör, kővel vagy földdel feltöltött műről beszélünk, amit nem tudott rombolni az ostromtüzérség, és ágyúállások csak védetten oldalirányban voltak rajta. A bástyák legfejlettebb típusa az úgynevezett füles bástya (olaszbástya) – az első, füles bástyákkal ellátott erődöt az itáliai Aquilában építették 1534 után; Magyarországon először Győrben (1564–65). A füles bástyák ágyútermeit (casamata) a bástya homlokfalai mögé visszahúzott szárnyakban helyezték el, így azokat az ellenséges tüzérség nem tudta belőni. Ezekkel az ágyúkkal a védőfal (kötőgát, cortina) előtti teret lőhették, a szomszédos bástyák homlokfalait és az árkokat pásztázhatták leginkább a kisebb űrméretű ágyúkkal, sugárágyúkkal (falconettákkal). Távolra (az ellenséges táborba, az ellenséges lőállásokba) a kötőgátak mögötti földhányásokról és a falak mögött emelt ágyúdombokról lőttek a nagyobb kaliberű ágyúkkal (bombardákkal).
A bástyák három generációja ismert. Az első generációban még önállóan épült füles és fültelen (ahol nem kellett tartani az ostromlövegek zavaró tüzétől,mert pl. volt földsánc vagy kanopier a vár előtti térben) bástyák egészítették ki a hagyományos várakat. Ilyenek találhatóak a budai és az egri váron. A második generációban (ó-olasz rendszer) már tervezett rendszerben készültek a sarokbástyák, amelyek egymást fedező körkörös védművet alkottak. A 3., új-olasz rendszerben a bástyák előtti tér kiegészül mindkét oldalán (kívül is!) kifalazott árokkal, amely előtt a falak tetejéig érő lejtőket és gátműveket emelnek, hogy az ellenség közvetlenül ne tudja lőni a kötőfalakat és bástyákat. Ez már előre mutat a soklépcsős erődrendszerekig, amelyek csúcsát Vauban munkássága alatt érik el.
A bástya szó a magyar nyelvbe a 15-16. században került be. A bástya kifejezést a magyar források össze-vissza, következetlenül használják.